# Lilian Bland

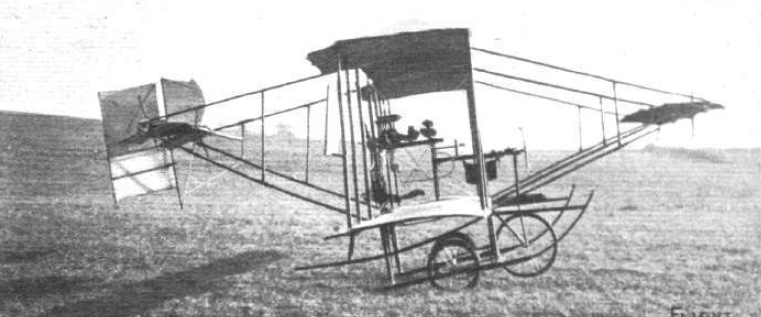
The Mayfly

Lilian Bland, född 22 september 1878 i Maidstone, Kent, död 11 maj 1971 i Cornwall, var en brittisk journalist och pilot. Hon är känd som den första kvinnan som konstruerade, byggde och flög sitt eget flygplan The Mayfly.

## Biografi
Bland började som journalist och fotograf åt olika tidningar i London men efter sin mors död flyttade hon tillsammans med sin far till släkt i Carnmoney, norr om Belfast på Irland. Där fortsatte hon sin bana som fotograf. Inspirerad av bröderna Wright påbörjade hon konstruktionen av ett eget flygplan, en dubbeldäckare. Detta ledde till ännu ett bygge som kom att bli The Mayfly, ett glidflygplan som efter ett antal provflygningar även kompletterades med en motor.
I augusti 1910 skedde den första flygningen med motor och Bland blev då den första kvinnan på Irland att flyga. Efter detta blev hon dock övertalad av sin far att överge flyget, hon drev en bilfirma i Belfast innan hon gifte sig och emigrerade till Kanada. 
Bland återvände senare till Storbritannien och dog 1971 i Cornwall.